# Leksbergs församling
Leksbergs församling var en församling i Skara stift och i Mariestads kommun. Församlingen uppgick 2006 i Mariestads församling.

## Administrativ historik
Församlingen har medeltida ursprung. År 1584 utbröts Mariestads församling. 
Församlingen var till 1584 annexförsamling i pastoratet Ullervad och Leksberg som till 1504 även omfattade Utby församling och från 1504 Eks församling. Från 1584 till 1686 utgjorde församlingen ett eget pastorat för att därefter till 1724 vara annexförsamling i pastoratet Mariestad, Ullervad, Ek och Leksberg. Från 1724 till 1951 utgjorde församlingen åter ett eget pastorat för att därefter till 2006 vara annexförsamling i pastoratet Mariestad och Leksberg, som från 1995 även omfattade Torsö församling. Församlingen uppgick 2006 i Mariestads församling. Församlingen tillhörde till och med 1994 Mariestads kontrakt. Från 1995 till församlingen uppgick i Mariestads församling 2006 tillhörde församlingen Vadsbo kontrakt.

## Kyrkor
- Leksbergs kyrka

Karleby träkyrka fanns tidigare utmed Tidan och undersöktes 1987. Då framkom grunden till en kyrkobyggnad bestående av ett rektangulärt långhus med ett smalare kor. Byggnaden har varit uppförd av trä och dateras till 1200- eller 1300-talet. På samma plats påträffade man även spår efter en ännu äldre kyrkbyggnad med jordgrävda hörnstolpar. Genom C14-datering och myntfynd kan anläggningen dateras senast till 1000-talets mitt. Denna kyrka har fungerat parallellt med Leksbergs kyrka men kan inte knytas till egen socken. 